# 月狮村
月獅村是位於中華人民共和國上海市寶山區月浦鎮的一個村。村域面积1.034平方公里。境內有上海市级公路蕰川公路。
月狮村境內种植大片马鞭草。境內有月狮村顽酷乡村乐园、四季花海、一水间花卉生态园、果蔬乐园、爱萌多肉園區。
2019年，被評為上海市美丽乡村示范村。2023年1月，被文化和旅游部評為新一批全国乡村旅游重点村。